# Lettere al padre
Lettere al padre 
è un epistolario di Virginia Galilei de' Zorzi, in religione suor Maria Celeste, pubblicato postumo nel 1891 presso l'editore Barbera di Firenze a cura di Antonio Favaro e ristampato dallo stesso editore nel 1935.

## Contenuti
L'epistolario è composto da 124 lettere 
scritte da Virginia Galilei, tra il 10 maggio 1623 e il 10 dicembre 1633 dal convento di San Matteo ad Arcetri, al padre Galileo che aveva dovuto trasferirsi a Roma e, dopo la condanna del Sant'Uffizio del 1633, a Siena presso l'arcivescovo Ascanio Piccolomini

Le lettere attestano il rapporto affettivo che esisteva tra Virginia e il padre e risultano essere una importante documentazione sulla condizione femminile di quell'epoca.

"Questa corrispondenza intelligente ed elevata, dapprima avvicinata dagli studiosi solo per poter penetrare più a fondo nella vita privata dell'illustre padre, ha permesso di riconoscere alla figlia di Galilei un posto importante nella storia della scrittura femminile".

## Edizioni
- Maria Celeste Galilei, Lettere al padre, ed. commentata da Giuliana Morandini, Torino, La Rosa, 1983, OCLC 797650790.